# Sõjamäe

Sõjamäe (français : colline de la guerre) est un quartier du district de  Lasnamäe à Tallinn en Estonie.

## Description
En 2019, Sõjamäe compte 120 habitants.
Sa superficie est de 7,47 km2 et c'est donc le deuxième plus grand quartier de Tallinn après celui d'Ülemistejärve.
Sõjamäe est bordé par les quartiers Ülemiste, Laagna, Tondiraba et Väo ainsi que par la commune de Rae .
Les rues du quartier sont Armatuuri tänav, Betooni põik, Betooni tänav, Kriidi tänav, Gaasi tänav, Asfaldi tänav, Kanali tee, Kesk-Sõjamäe tänav, Kuuli tänav, Nuia tänav, Paneeli tänav, Peterburi tee, Plasti tänav, Punane tänav, Rakise tänav, Ruunaoja tänav, Sarruse tänav, Silde tänav, Silluse tänav, Suur-Sõjamäe põik, Suur-Sõjamäe tänav, Sõstramäe tänav, Tala tänav, Tapri tänav, Vedru tänav, Vesse tänav, Vesse põik, Visase tänav et Väike-Sõjamäe tänav.

## Population
| 2011 | 2012 | 2013 | 2014 | 2015 | 2016 |
| ---- | ---- | ---- | ---- | ---- | ---- |
| 121  | 126  | 130  | 140  | 132  | 138  |

| 2017 | 2020 | - | - | - | - |
| ---- | ---- | - | - | - | - |
| 128  | 122  | - | - | - | - |

## Transports
Les lignes de bus n° 12, 19, 29, 35, 44, 51, 60, 63, 65 desservent le quartier.

## Lieux et monuments
Le marché de Lasnamäe et une partie de l'aéroport international de Tallinn sont situés à Sõjamäe.
Le quartier contient un petit nombre d'immeubles résidentiels, séparés de la gare par la forêt de Järve (et). 
Le centre EMT Tehnokeskus de Telia est situé à l'adresse Betooni 4.
À l'intersection de Peterburi tee et de Juhana Smuula tee se trouvent le centre commercial Maksimarket, les magasin de matériaux de construction Bauhof et Ehituse ABC ainsi que le magasin IKEA.
Le quartier est traversé par le ruisseau Ruunaoja.
Le parc de la nuit de la Saint-George, le parc Jüriöö et Sõjamäe hiis (et) sont aussi situés à Lasnamäe,

## Galerie

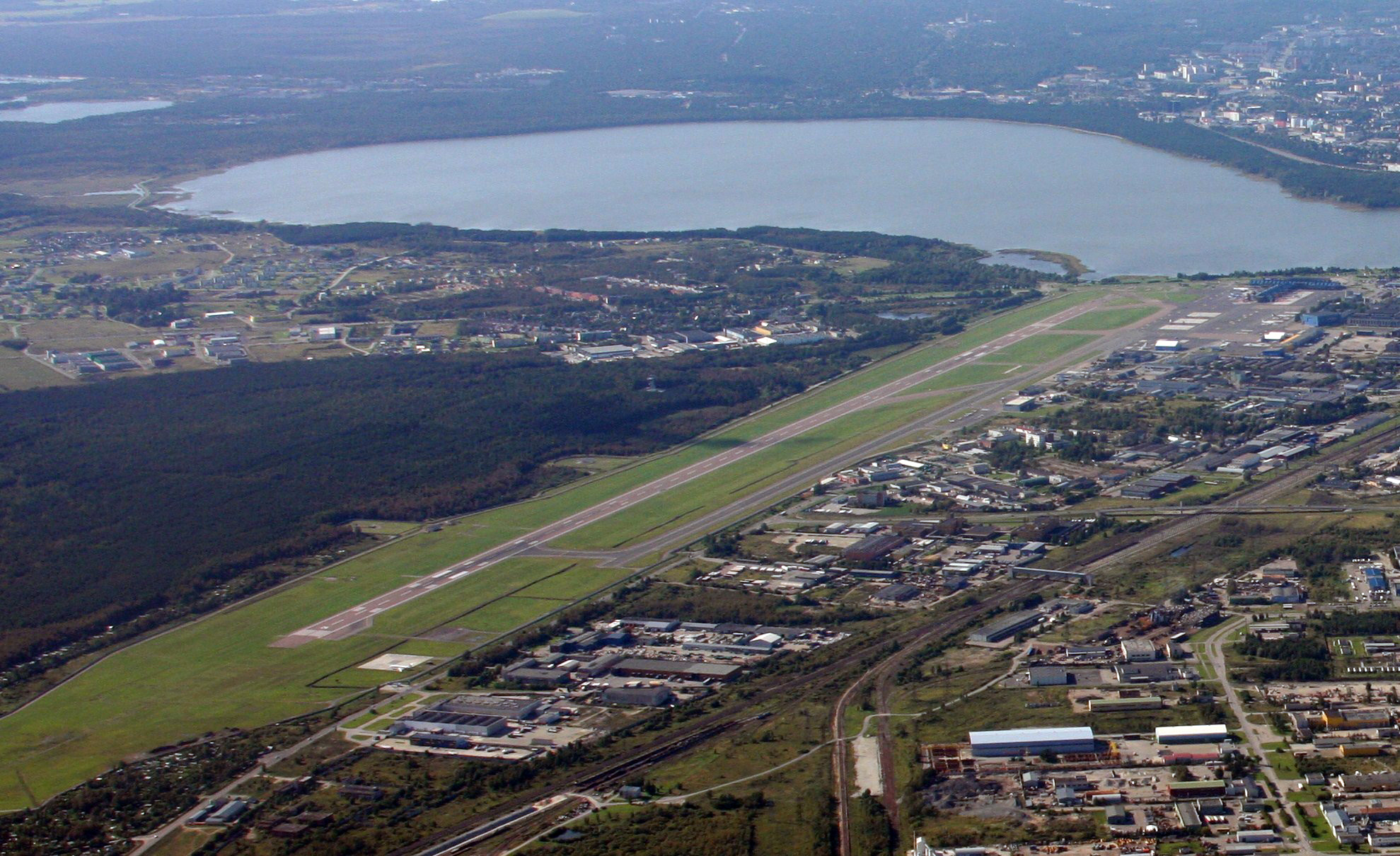
Aéroport international de Tallinn.
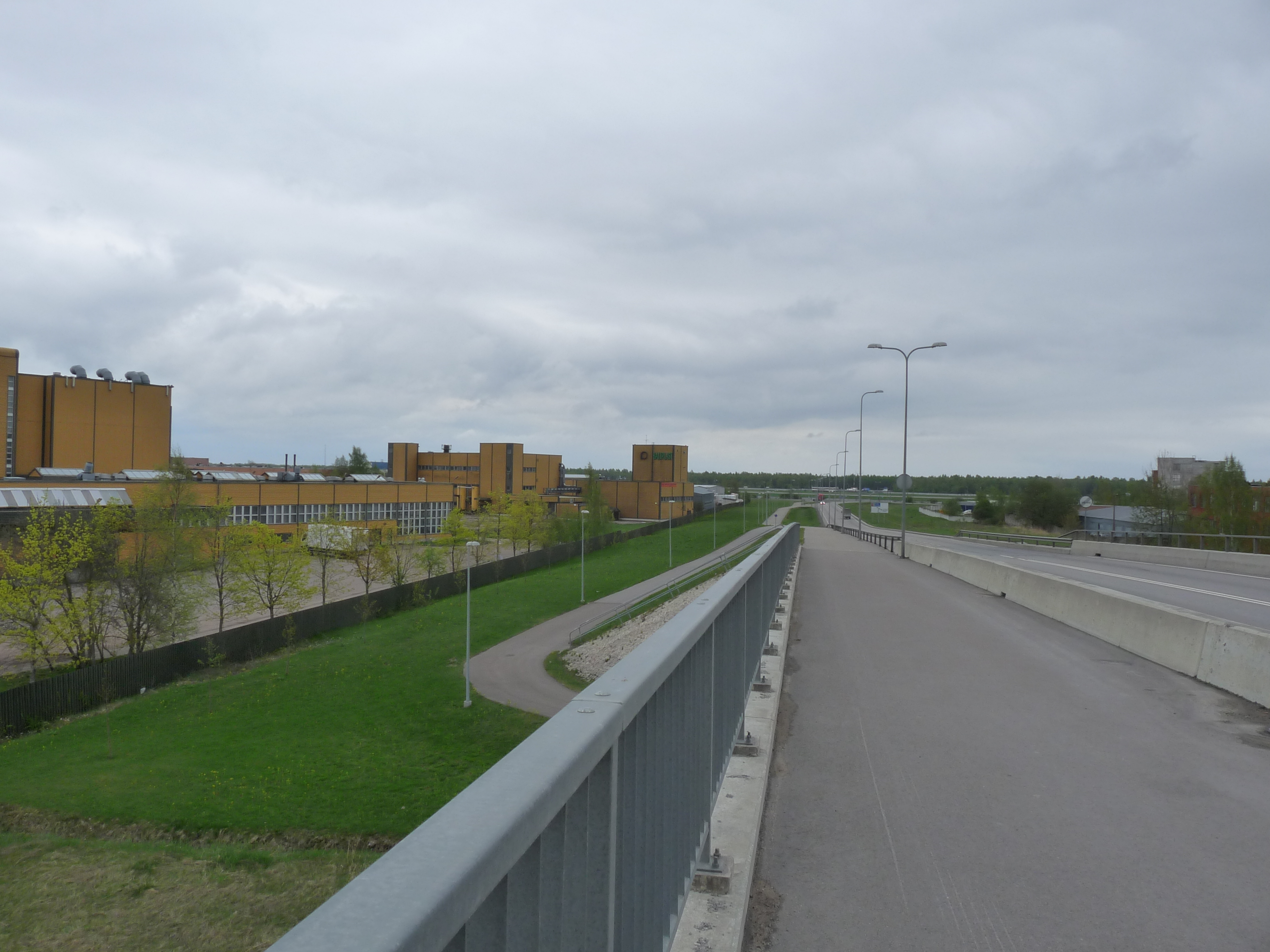
Sõjamäe vu du pont Smuuli de Suur-Sõjamäe tee.
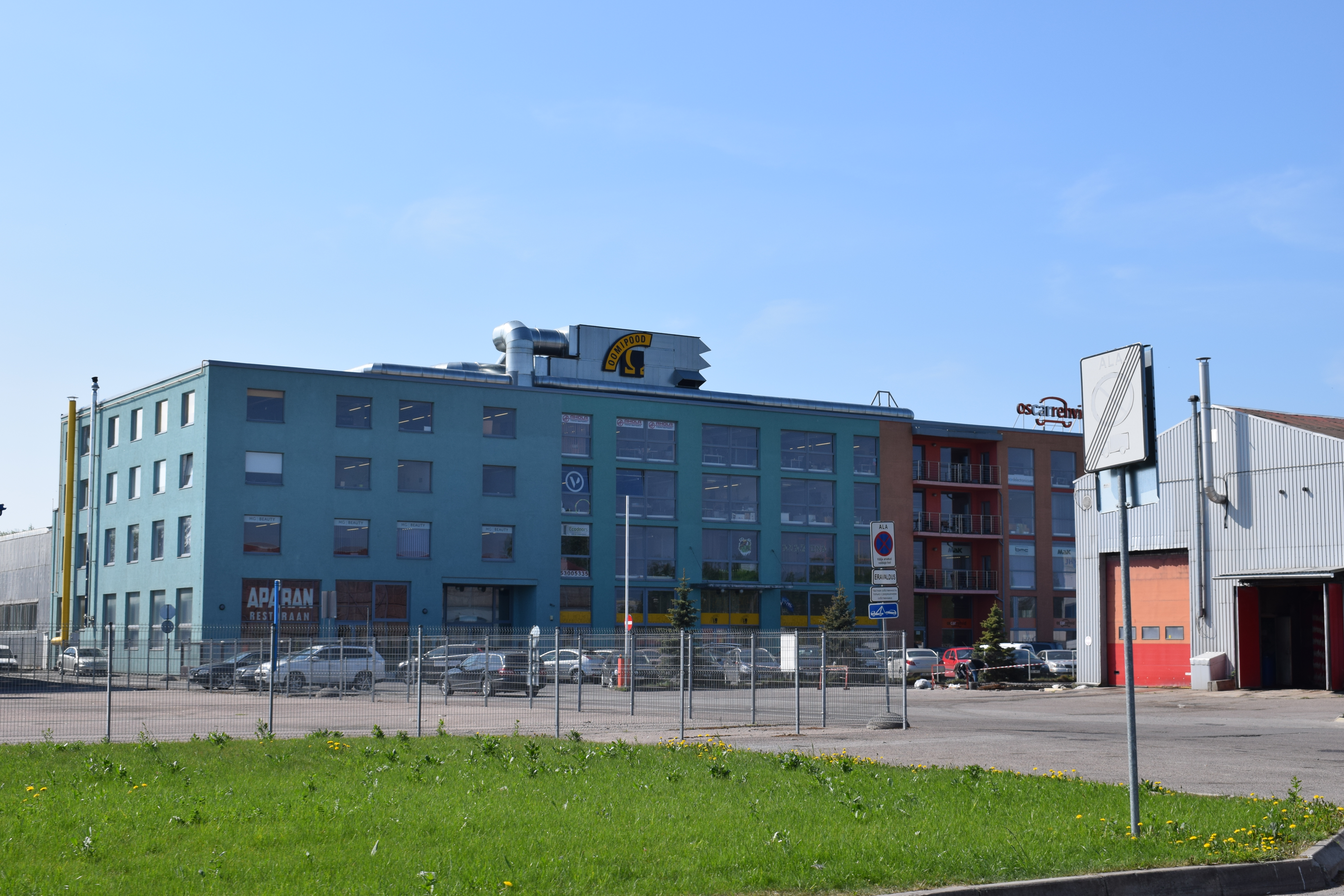
Peterburi tee 90F.
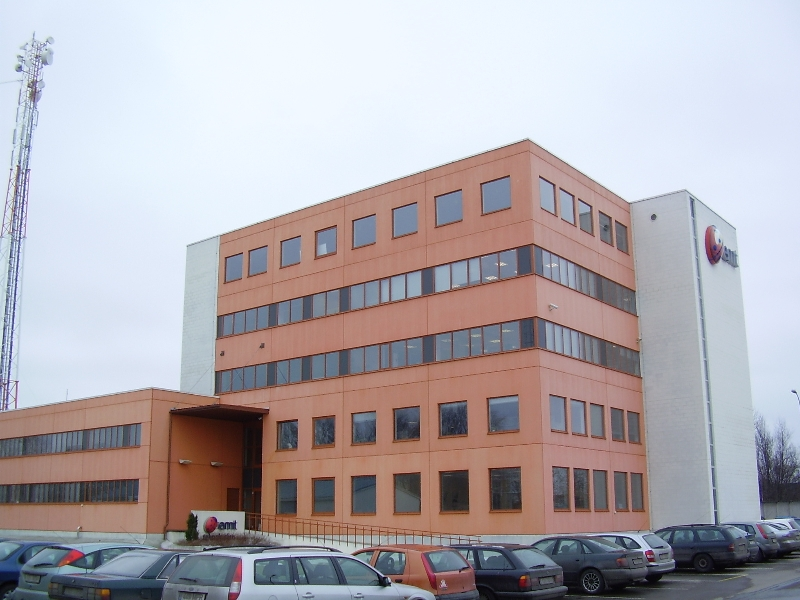
EMT Tehnokeskus.

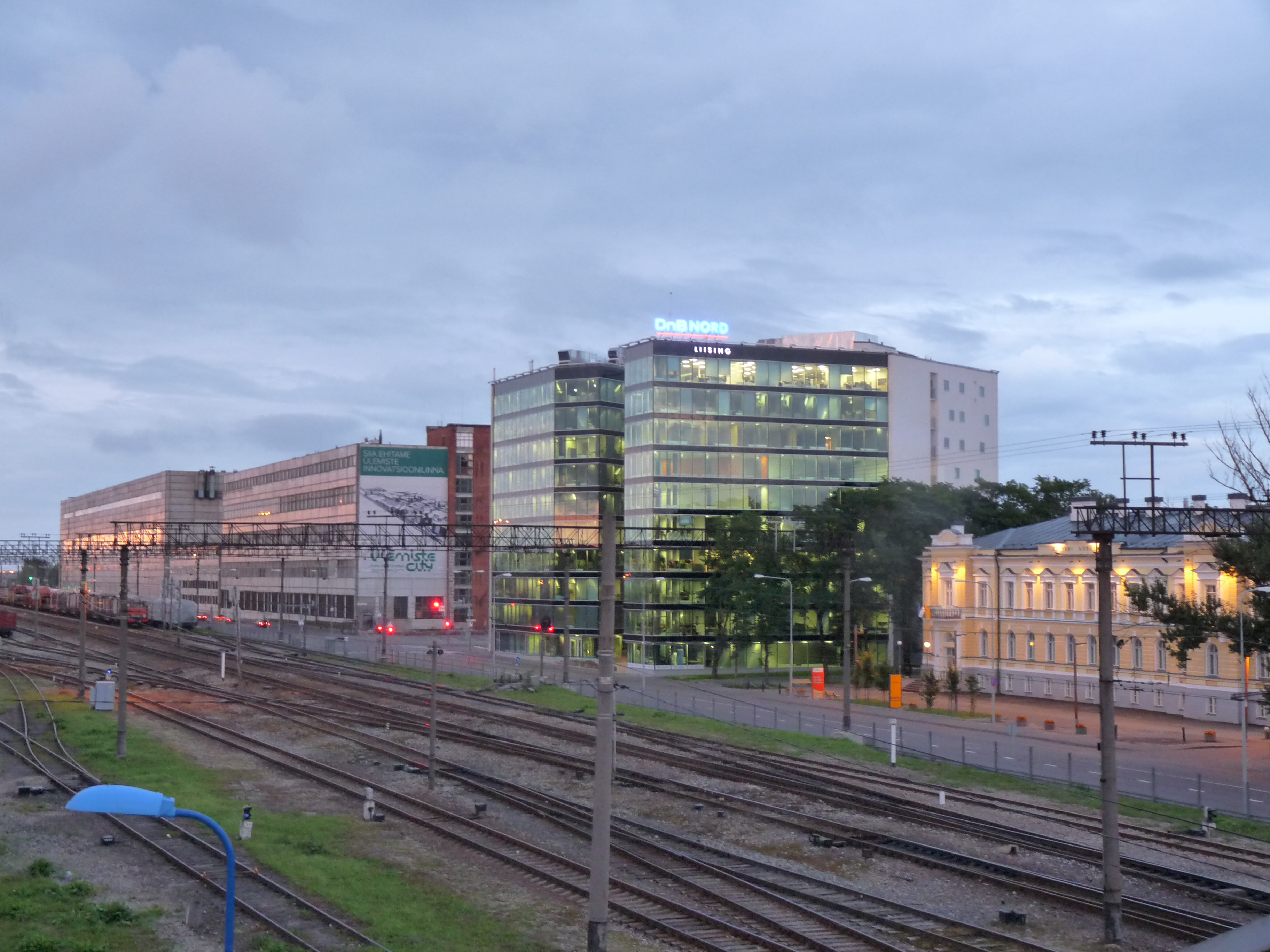
Rue Suur-Sõjamäe.
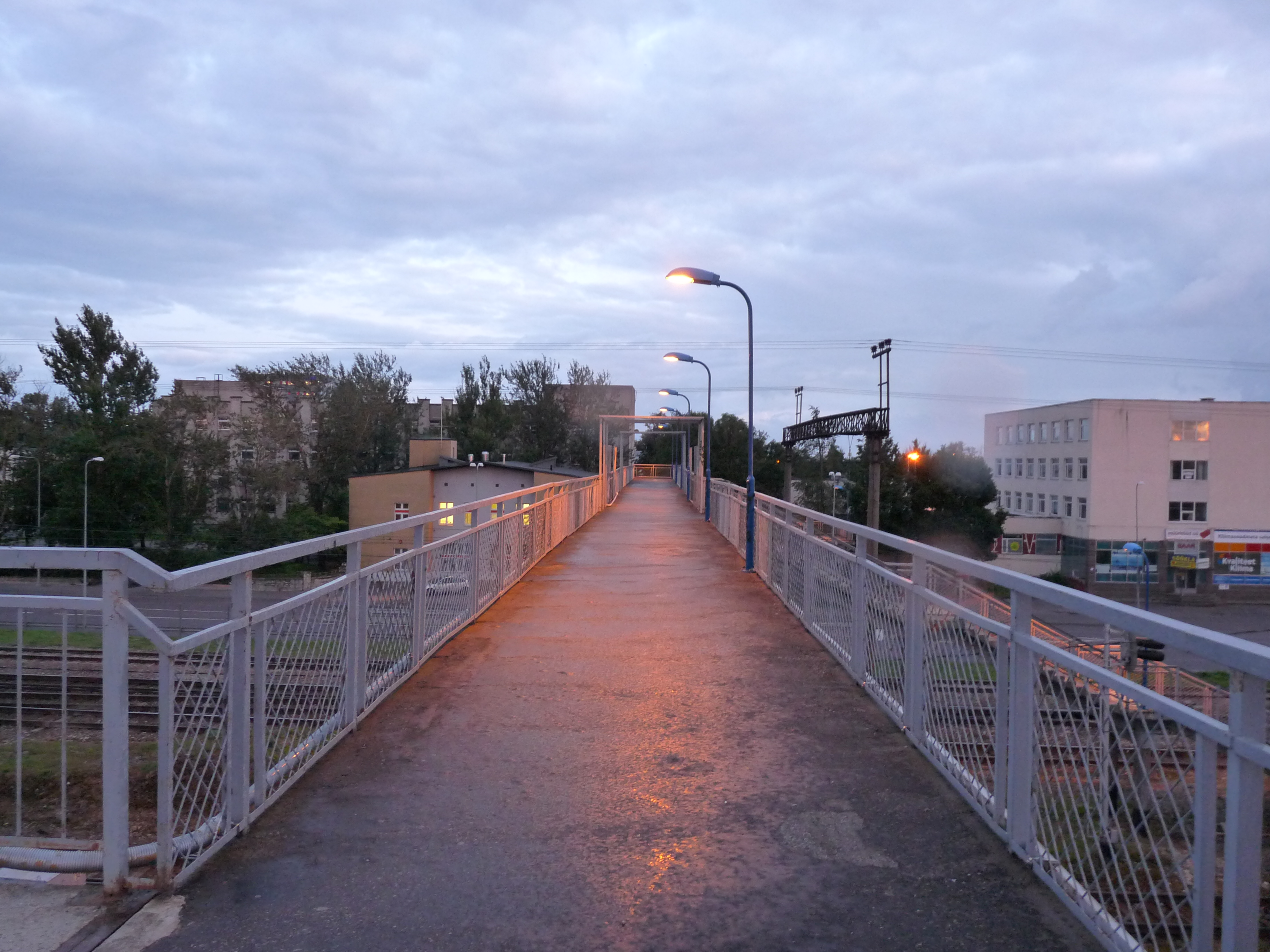
Pont sur l’autoroute de Saint-Pétersbourg.
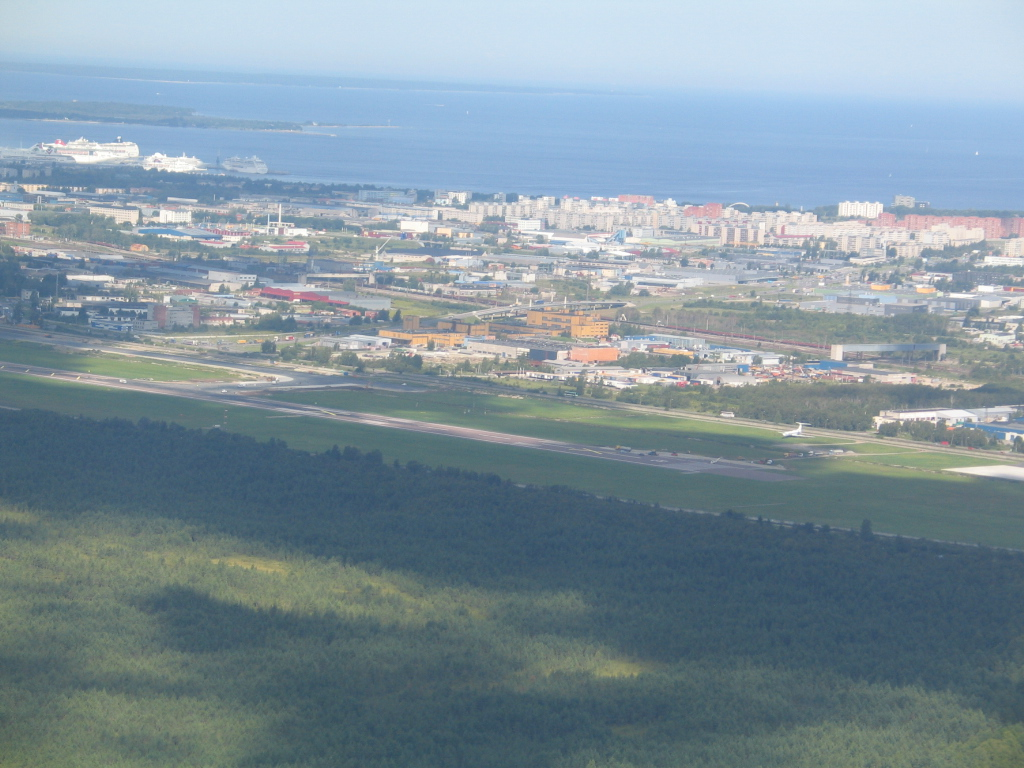
Vue aérienne.
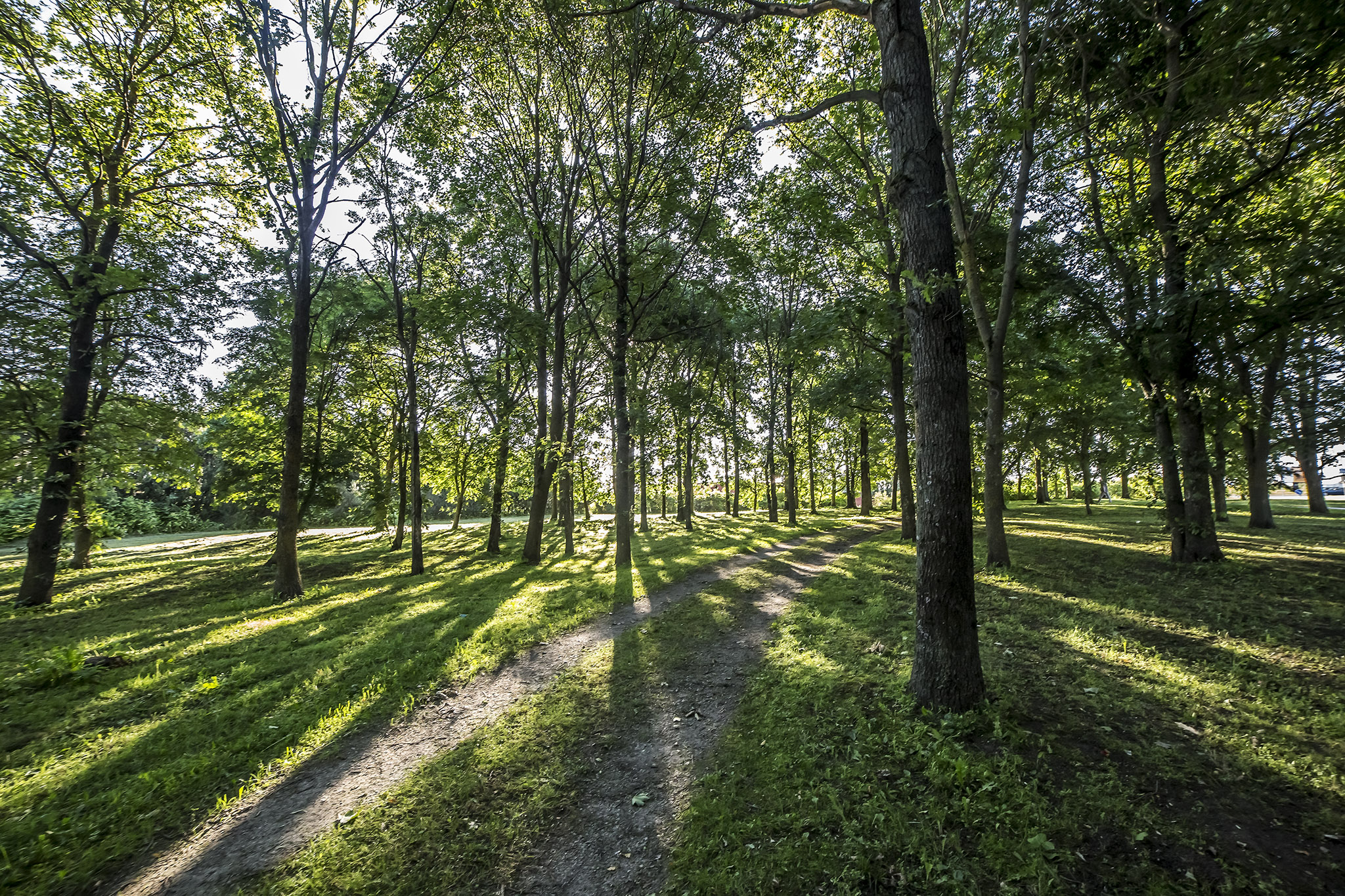
Parc de la nuit de la Saint-George